# Dokaz (sura)
Dokaz (arabsko Al-Bayyina) je 98. sura (poglavje) v Koranu, ki jo sestavlja 8 ajatov (verzov). Je medinska sura.
Med opravljanjem molitve (salata oz. namaza) pri tej suri verniki opravijo 1 ruku' (priklon).